# Gilles de Souvré (évêque)
Pour les articles homonymes, voir Souvré.
Gilles de Souvré, né en 1596 et mort le  19 septembre 1631 à Paris, est un prélat français, qui fut évêque de Comminges puis évêque d'Auxerre.

## Famille
Gilles est un fils homonyme de Gilles de Courtenvaux de Souvré, maréchal de France, gouverneur de Louis XIII dauphin, puis gouverneur et lieutenant du roi en Touraine
Sa mère est Françoise de Bailleul de Renouart. 

## Biographie
Il effectue ses études principalement au collège de Navarre où il suit des cours de philosophie et de théologie sans obtenir de degré universitaire. Par la faveur dont bénéficie son père il est pourvu à l'âge de 14 ans de la commende de Saint-Florent de Saumur (1610) et à 18 ans de Saint-Calais dans le diocèse du Mans (1614), plus de la charge de trésorier de la Sainte-Chapelle de Paris. 
Il n'est encore qu'un simple clerc lorsque le Saint-Siège refuse pour défaut d'âge sa désignation en septembre 1612 comme coadjuteur de l'évêque de Comminges. Toutefois en considération de l'influence de son père dans le conseil du roi Louis XIII de France , le pape Paul V accepte de lui garantir une « accession au siège épiscopal » le 31 janvier 1613 après la mort de l'évêque Urbain de Saint-Gelais de Lansac et il est finalement consacré comme évêque de Comminges à Ravenne en mars 1617. 

### Évêché d'Auxerre
Il est nommé évêque d'Auxerre à la suite d'une permutation de siège négociée avec François de Donadieu au bénéfice de son neveu Barthélemy de Donadieu de Griet, entre octobre 1623 et octobre 1624. Il est confirmé dans ce nouveau diocèse le 9 février 1626.
Il se montre pointilleux à l'extrême concernant les hommages dus par ses vassaux, fussent-ils maréchaux de France comme l'expérimente Antoine Ruzé qui, ayant acheté la châtellenie de Baulche du temps de l'épiscopat de Souvré, se la voit confisquer par l'évêque faute d'avoir rendu hommage à ce dernier ; hommage qu'il rend en 1631.

#### Réformes dans le clergé Auxerrois
Plein d'ardeur pour appliquer à son église la réforme décrétée par le concile de Trente, dès son entrée en fonction Gilles de Souvré demande au chapitre de mettre en place une commission pour mettre les livres liturgiques en conformité avec le missel et le bréviaire de Pie V. Il veut que tout l'office chanté soit tiré des livres romains réformés sous Pie V ; mais les chanoines refusent, opposant que le concile de Trente n'exige pas l'utilisation de ces livres. Finalement ce projet n'aboutit pas.
En 1627 il fait un mandement imposant aux curés de résider dans leur paroisse. Et comme il souhaite avoir de bons prêtres, il fait également d'actives démarches pour la création d'un séminaire, mais les ecclésiastiques locaux ne sont pas enthousiastes quant à recevoir des séminaristes ; l'abbé de Saint-Pierre fait traîner les choses. Ce projet n'aboutit pas non plus.
D'un autre côté il a si grand respect pour les prêtres qu'à tous ses synodes diocésains (ceux qu'il convoque lui-même et qui sont adressés uniquement aux ecclésiastiques du diocèse) il recherche toujours les avis de ceux présents,
En 1628 il procure à la nouvelle abbaye de bénédictines de La Charité les constitutions du Val-de-Grâce.
En 1629 il entreprend la visite de son diocèse ; s'ensuit de nombreux procès-verbaux politiquement peu signifiants mais fournissant nombre de renseignements sur les coutumes d'alors.
En 1631 le promoteur pour les officialités de Varzy, La Charité et Cosne est un laïc ; il ordonne qu"ultérieurement la charge soit remplie par un ecclésiastique.
Il se plaint au pape de ce que les paroisses soient mal gouvernées car les cures sont trop souvent réunies à des chapitres, qui se contentent de pourvoir à la charge de curé par de simples desservants sans trop regarder à la qualité ; une autre raison en est que certaines cures ne peuvent être desservies que par des chanoines réguliers même si ceux-ci sont un mauvais exemple pour les paroissiens. Il demande au pape Urbain VIII de casser toutes les unions de cures aux collégiales et chapitres, d'établir des curés fixes et permanents, de le laisser supprimer Saint-Père et Saint-Laurent pour en appliquer les revenus à la création d'un séminaire suivant les décrets du concile de Trente, et de permettre aux abbés de présenter des séculiers aux cures de leurs domaines et dépendances.
C'est à son époque qu'Octave de Bellegarde introduit à Saint-Germain la réforme de Saint-Maur.

#### Mesures envers les laïcs
Le 22 octobre 1628 il interdit par mandement le voiturage du bois par route ou rivière, les dimanches et jours de fêtes d'apôtres ; les meuniers et toutes personnes chargées de passages ont l'interdiction de laisser passer le bois par leurs ponts, pertuis et chemins. La peine est sévère : les contrevenants sont excommuniés, pas moins.
Il ordonne que ceux qui ne participent pas aux processions ordinaires soient punis par des amendes financières.
La même année la ville connaît une émeute à propos d'une tentative d'imposition sur le vin. Or Auxerre, ville éminemment bourguignonne sur ce point, a reçu de plusieurs ducs de Bourgogne et de rois, notamment de Louis XII, et de Henri IV seulement 34 ans auparavant, des franchises pour ce produit. La première tentative effective d'exaction fait se lever une bruyante émeute que même la présence de l'évêque accouru, ni celles du bailli et du lieutenant-général, ne peuvent calmer. Malgré les promesses  que le roi ne peut en avoir eu connaissance et que ce nouvel impôt sera supprimé, les  vignerons poursuivent l'exacteur (percepteur/huissier) jusque dans l'église des jacobins où il y a effusion de sang - Souvré doit réconcilier l'église et la ville fait réparer les dommages causés. C'est la deuxième émeute que Souvré connaît à Auxerre ; la première date du 29 mars 1626 mais Lebeuf n'en donne pas la cause.

#### Personnalités notables dans le diocèse d'Auxerre
La ville d'Auxerre s'oppose notoirement à ce que Edmond Richer, professeur à la Sorbonne, reçoive le bénéfice du prieuré de Saissy-les-Bois. Quelques autres personnes bien connues sont titulaires de bénéfices dans le diocèse : 
Souvré nomme chanoine en 1629 François Hennequin, un clerc de Paris, et nomme chanoine et grand archidiacre André Percheron, docteur de la maison de Navarre - mais ce dernier ne garde pas son bénéfice.

#### Affaire de l'hôtel épiscopal d'Auxerre à Paris
Son prédécesseur le cardinal de la Bourdaisière (95e évêque d'Auxerre 1563-1570) a aliéné l'hôtel épiscopal d'Auxerre à Paris. Souvré tente en vain de le récupérer. Pierre de Broc s'y essaiera également mais sans succès. 
La dernière cérémonie officielle à laquelle il assiste est le sacre de Gaspard de Daillon comme évêque d'Albi, fait à l'église des Jésuites à Paris par l'archevêque de Paris Jean-François de Gondi. 
Alors qu'il est dans cette ville pour faire avancer son procès contre l'hôtel parisien d'Auxerre, il y contracte « une grande fièvre » et en meurt à Paris le 19 septembre 1631.
Après sa mort la famille de Souvré donne à Saint-Étienne un ornement de damas ; pendant toute la durée de son épiscopat Gilles de Souvré avait payé 2.000 livres de pension à son frère chevalier de Malte.